# Liberali (Finlandia)
I Liberali (in finlandese: Liberaalit) furono un partito politico finlandese operativo dal 1965 al 2011; originariamente designato col nome di Partito Popolare Liberale (Liberaalinen Kansanpuolue), venne ridenominato nel 2000.
Si affermò in seguito alla confluenza di due distinti soggetti politici, entrambi fondati nel 1951:
- il Partito Popolare Finlandese (Suomen Kansanpuolue);
- la Lega Liberale (Vapaamielisten Liitto).

## Risultati elettorali
| Elezione                    | Voti                        | %                           | Seggi                       |
| Partito Popolare Finlandese | Partito Popolare Finlandese | Partito Popolare Finlandese | Partito Popolare Finlandese |
| --------------------------- | --------------------------- | --------------------------- | --------------------------- |
| Parlamentari 1951           | 102.933                     | 5,68                        | 10 / 200                    |
| Parlamentari 1954           | 158.323                     | 7,88                        | 13 / 200                    |
| Parlamentari 1958           | 114.617                     | 5,90                        | 8 / 200                     |
| Partito Popolare Liberale   |                             |                             |                             |
| Parlamentari 1962           | 146.005                     | 6,34                        | 13 / 200                    |
| Parlamentari 1966           | 153.259                     | 6,47                        | 9 / 200                     |
| Parlamentari 1970           | 150.823                     | 5,95                        | 8 / 200                     |
| Parlamentari 1972           | 132.955                     | 5,16                        | 7 / 200                     |
| Parlamentari 1975           | 119.534                     | 4,35                        | 9 / 200                     |
| Parlamentari 1979           | 106.560                     | 3,68                        | 4 / 200                     |
| Parlamentari 1987           | 27.824                      | 0,97                        | 0 / 200                     |
| Parlamentari 1991           | 21.210                      | 0,78                        | 1 / 200                     |
| Parlamentari 1995           | 16.247                      | 0,58                        | 0 / 200                     |
| Parlamentari 1999           | 5.194                       | 0,19                        | 0 / 200                     |
| Liberali                    |                             |                             |                             |
| Parlamentari 2003           | 8.776                       | 0,31                        | 0 / 200                     |
| Parlamentari 2007           | 3.171                       | 0,11                        | 0 / 200                     |